# ラゴスの海戦
ラゴスの海戦（ラゴスのかいせん、英: Battle of Lagos）は、七年戦争中の1759年8月19日、ポルトガル南岸のラゴス沖で、イギリス艦隊とフランス艦隊の間で行われた海戦。

## 発端
七年戦争当時、フランスのルイ15世の政府はイギリス侵攻を計画した。軍隊はブルターニュの南東部、ヴァンヌの地に集結し、輸送船はキベロン湾につながる、陸地に囲まれたモルビアンの水域にととのえられた。フランス政府は、ブレストにあるド・コンフラン指揮の21隻の戦列艦と、ド・ラ・クリューによってトゥーロンから回航される12隻とをひとつにまとめることを計画していた。侵攻部隊はその連合艦隊によってイングランドまたはスコットランドの沿岸数ヶ所へ運ばれることになっていた。
トゥーロンのド・ラ・クリュー艦隊の封鎖はエドワード・ボスコーエン提督とその配下の艦隊の任務だった。ボスコーエンは、1759年5月16日に任地に着いた。7月の初め、物資と水の補給、およびフランスの砲台によって被った損傷の修理のために、彼はジブラルタルに行くことを余儀なくされた。ボスコーエンは8月4日にジブラルタルに入港した。ド・ラ・クリューは8月5日にトゥーロンを抜け出て、8月17日にジブラルタル海峡を通過した。ボスコーエンは哨戒させていた艦の報告によってその事実を知った。

## 戦闘
イギリス艦隊は直ちに出動し、これを追跡した。艦隊はとるものもとりあえず港を出たため、数マイルを隔てた2つの隊に分かれていた。17日の深夜（8月18日）、ド・ラ・クリューの艦隊のうち5隻は旗艦を見失ってカディスに向かった。他の7隻は仲間との集結を図ってしばらく遅れたためボスコーエンによって追い付かれ、8月18日の午後に攻撃を受けた。そのうちの1隻、74門艦「サントール」は捕獲されたが、その際の奮戦によってイギリス艦隊の旗艦に大損害を与えた。ボスコーエンは旗艦を「ナミュール」から「ニューアーク」に移した。
18日夜から8月19日未明にかけて2隻のフランス艦「スーヴラン」と「ゲリエ」は西に転針して逃走した。残りの4隻は北に向かい、ポルトガルのラゴス付近の海域に達した。そこでド・ラ・クリューの旗艦「オセアン」と「ルドゥタブル」は座礁して破損し、「テメレール」と「モデスト」は捕えられた。

## 戦闘の後
ド・ラ・クリューは致命傷を負ってポルトガルの陸岸で死亡した。カディスに逃げた5隻はボスコーエンの副将であるブロデリック提督によって封鎖された。
フランス艦隊の敗北により、イギリス侵攻計画はその主要部分であるブレスト艦隊とトゥーロン艦隊の合同に失敗したが、フランスは攻撃をあきらめなかった。侵攻計画は、11月のキブロン湾の海戦におけるフランスの海軍の敗北によってようやく破棄されることになる。
勝利を収めたボスコーエンの地中海艦隊のうちの数隻はホーク提督の艦隊に加わるためにウェサン島沖に送られた。そして、5隻はキブロン湾の海戦でホークがブレスト艦隊を撃破したとき、その指揮下にあった。

## 参加艦

### イギリス艦隊
- 主力艦
  - ナミュール（Namur）、90門戦列艦、ボスコーエンの旗艦
  - プリンス（Prince）、90門戦列艦
  - ニューアーク（Newark）、80門戦列艦
  - ウォースパイト（Warspite）、74門戦列艦
  - カローデン（Culloden）、74門戦列艦
  - コンカラー（Conqueror）、70門戦列艦
  - スウィフトシャー（Swiftsure）、70門戦列艦
  - エドガー（Edgar）、64門戦列艦
  - セント・オールバンズ（St Albans）、64門戦列艦
  - イントレピッド（Intrepid）、60門戦列艦
  - アメリカ（America）、60門戦列艦
  - プリンセス・ルイーザ（Princess Louisa）、60門戦列艦
  - ジャージー（Jersey）、60門戦列艦
  - ガーンジー（Guernsey）、50門艦
  - ポートランド（Portland）、50門艦
- 補助艦
  - アンバスケード（Ambuscade）、40門フリゲート
  - レインボウ（Rainbow）、40門フリゲート
  - シャノン（Shannon）、36門フリゲート
  - アクティブ（Active）、36門フリゲート
  - シーティス（Thetis）、32門フリゲート
  - 24門フリゲート5隻（ライム（Lyme）、ジブラルタル（Gibraltar）、グラスゴー（Glasgow）、シアネス（Sheerness）、ターターズ・プライズ（Tartar's Prize））
  - 16門スループ2隻（フェーバリット（Favourite）、グラモント（Gramont））
  - 8門火船2隻（エトナ（Aetna）、サラマンダー（Salamander））

### フランス艦隊
- オセアン（Océan）、80門戦列艦（艦隊旗艦） - 座礁ののち焼却（8月19日）
- テメレール（Téméraire）、74門戦列艦 - 捕獲（8月19日）
- モデスト（Modeste）、64門戦列艦 - 捕獲（8月19日）
- ルドゥタブル（Redoutable）、74門戦列艦 - 座礁ののち焼却（8月19日）
- スーヴラン（Souverain）、74門戦列艦 - 逃走
- ゲリエ（Guerrier）、74門戦列艦 - 逃走
- サントール（Centaure）、74門戦列艦 - 捕獲（8月18日）